# V Premis Días de Cine
Els V Premis Días de Cine foren atorgats pel programa de televisió Días de cine el 16 de gener de 2018. Els premis no tenen assignació econòmica, però no descarten «tenir-la en un futur». En aquesta edició s'han atorgat els premis a la millor pel·lícula, millor actor i millor actriu espanyol i estranger, millor documental, el premi del públic, el premi "Ha Nacido una Estrella" i un premi especial. També s'ha entregat un premi a la millor edició en DVD/Blu Ray a La tortue rouge i al pack Jacint Esteva. L'entrega es va fer a la Cineteca del Matadero Madrid presidida per Elena Sánchez Sánchez, presentadora del programa.

## Premiats
| Categoria                    | Premiat                      | Labor premiada                        |
| ---------------------------- | ---------------------------- | ------------------------------------- |
| Millor documental            | I Am Not Your Negro          | Raoul Peck                            |
| Millor documental            | Uncle Howard                 | Aaron Brookner                        |
| Millor pel·lícula espanyola  | Estiu 1993                   | Carla Simón                           |
| Millor pel·lícula estrangera | Teströl és lélekröl          | Ildikó Enyedi                         |
| Millor actriu espanyola      | Nathalie Poza                | No sé decir adiós                     |
| Millor actriu estrangera     | Florence Pugh                | Lady Macbeth                          |
| Millor actor espanyol        | Juan Diego                   | No sé decir adiós                     |
| Millor actor estranger       | Jeff Bridges                 | Comancheria                           |
| Premi Ha Nacido una Estrella | Julita Salmerón              | Muchos hijos, un mono y un castillo   |
| Premi del Públic             | La llamada                   | Javier Ambrossi i Javier Calvo Guirao |
| Premi especial               | Lumière! L'aventure commence | Thierry Frémaux                       |
| Premi especial               | Concha Velasco               | per la seva carrera                   |